# 圆鳞发光鲷
圆鳞发光鲷（学名：Acropoma hanedai），又名羽根田氏發光鯛、大面側仔、目本仔、深水惡，为輻鰭魚綱鱸形目鱸亞目发光鲷科发光鲷属的鱼类，俗名羽根田氏发光鲷。分布于从台湾向北扩至日本以及中国南海、台湾東港等海域，深度50-400公尺，體長可達13.5公分，棲息在底中層水域，生活習性不明，可做為食用魚。该物种的模式产地在日本Kumanonada。